# Shovakh-Höhle
Die Shovakh-Höhle (hebräisch מְעָרַת שׁוֹבָךְ Məʿarat Schōvach, deutsch ‚Höhle des Taubenschlag‘, arabisch مغارة الشبابق Mugharet ash-Shubbābiq ‚Höhle der Fenster‘) ist eine archäologische und paläoanthropologische Fundstätte in Israel, am Westhang des Wadi ʿAmmud, rund zehn Kilometer nördlich von Tiberias und rund 500 Meter entfernt von der ʿAmmud-Höhle. Bedeutendster Fund ist der Zahn eines jungen Neandertalers.

## Funde
Die Shovakh-Höhle wurde erstmals 1959 von Francis Clark Howell als wissenschaftlich bedeutsame Lagerstätte von Artefakten beschrieben. Es handelt sich um einen großen, aus Dolomitstein ausgewaschenen Hohlraum mit zahlreichen Öffnungen zum Tal hin. Ihr Eingang liegt rund 20 Meter über der Talsohle des Wadi Ammud.
Zwischen Oktober und Dezember 1962 wurde der Untergrund der Höhle unter Leitung der US-Archäologin Sally Binford (1924–1994) erstmals detailliert erforscht. Neben zahlreichen Tierknochen aus unterschiedlichen Epochen wurde bei dieser Grabung im hinteren Bereich der Höhle auch ein homininer Molar (ein großer Backenzahn) entdeckt, den Binford 1966 zwar in ihren beiden Übersichtsarbeiten zu den Funden erwähnte und ins Mittelpaläolithikum datierte, aber nicht eingehend beschrieb. Dies geschah erst 1987 in einer Studie von Erik Trinkaus.
Im hinteren Bereich der Höhle wurden in ungestörten Schichten im Nahbereich des Backenzahns auch mehrere tausend Steinwerkzeuge geborgen, die aufgrund ihrer Merkmale (Levalloistechnik) in die Epoche des Moustérien und daher dem Neandertaler zugeordnet wurden. Erik Trinkaus beschrieb den Zahn (Archivnummer  Shovakh 1) als Molar M3 mit nur geringfügig erhaltenen Wurzeln aus der linken Hälfte eines Unterkiefers, dessen Krone vollständig erhalten und kaum abgenutzt ist. Aufgrund der geringen Abnutzung und des Fehlens jeglicher Karies-Merkmale vermutete Trinkhaus, der Besitzer des Zahnes sei bei seinem Tod ungefähr 18 bis 20 Jahre alt gewesen.
Im Jahr 2019 wurden die tiefer liegenden Schichten im hinteren Bereich der Höhle – und hierdurch mittelbar auch der Zahn – durch Optisch stimulierte Lumineszenz (OSL) auf ein Alter von 45.500 ± 3.700 Jahren datiert.
Der Zahnfund aus der Shovakh-Höhle ist gemeinsam mit den Fossilienfunden aus der Amud-Höhle, der Tabun-Höhle, der Kebara-Höhle, der Skhul-Höhle und der Shuqba-Höhle ein Beleg für das südlichste Verbreitungsgebiet der Neandertaler.

## Belege
1. ↑  Sally R. Binford: Me'arat Shovakh (Mugharet esh-Shubbabiq). In: Israel Exploration Journal. Band 16, Nr. 1, 1966, S. 18–32, Einführungstext.
2. ↑  Sally R. Binford: Me'arat Shovakh (Mugharet esh-Shubbabiq). In: Israel Exploration Journal. Band 16, Nr. 2, 1966, S. 96–103, Einführungstext.
3. ↑  Erik Trinkaus: The Upper Pleistocene human molar from Me’arat Shovakh (Mugharet esh-Shubbabiq), Israel. In: Paléorient. Band 13, Nr. 1, 1987, Volltext.
4. ↑  David E. Friesem et al.: New Data from Shovakh Cave and Its Implications for Reconstructing Middle Paleolithic Settlement Patterns in the Amud Drainage, Israel. In: Journal of Paleolithic Archaeology. Band 2, 2019, S. 298–337, doi:10.1007/s41982-019-00028-2.